# アラブ音楽
アラブ音楽（アラブおんがく）とは、アラビア語を話す人々の音楽である。地域的には西南アジア、北アフリカを中心とした広がりを持ち、国としては、サウジアラビア、アラブ首長国連邦、バーレーン、クウェート、オマーン、カタール、シリア、イラク、レバノン、エジプト、チュニジア、アルジェリア、モロッコ、イエメンなどになる。周辺のイラン、トルコの音楽などとも関わりを持つ。
単旋律的で、メロディーは中国音楽のような5音音階的なものではなく、7音音階的である。中立音程などと言われる音程の使用が特徴的。メロディーには太鼓などによるリズム伴奏が付く事も特徴の一つ。
近年では、アルジェリアのオラン地方に発するライがポピュラー音楽としての発展をとげ、中東のみならず欧州をはじめ世界中で親しまれている。

## 歴史

### ジャーヒリーヤ
- 基本的に声楽。歌を意味するはアラビア語は「ギナーア」。口頭伝承の形で伝えられていった。
  - 狭義の「ギナーア」 - 芸術的なもの
  - ナスブ - 世俗的なうた。
  - シイル - 詩。
  - フダー（フダーア） - 隊商（キャラバン）のらくだ追いのうた。
  - ナウフ - いわゆる哭歌（なきうた）。葬式の時のうた。
- ムガンニー（男性）、ムガンニーヤ（女性）は「歌をうたう人」の意。
- シャーイルは詩人（巫）だが、詩（シイル）にはメロディがつくのが普通だった。広義には音楽家といえる。
- カイナ（複数形キヤーナ）と呼ばれる「芸者」・「歌姫」がいた。

### ウマイヤ朝期
- ダマスカスの宮廷などで活躍した音楽家。
  - イブン・スライジュ
  - マアバド（? - 743年）
  - ガリーズ
  - ワリード2世（カリフ）
  - マーリク・アッターイー
  - イブン・アーイシャ
  - ユーヌス・カーティブ
  - イブン・カルビー（? - 763年） - キターブ・アルナガム（旋律の書）、キターブ・アルキヤーン（歌姫の書）の著者。
  - イブン・ミスジャハ - アラブ古典音楽の整備に功。
  - ハリール（? - 791年） - 音楽理論に関する著作があったと言われる（現存せず）

### アッバース朝期
- バグダードの宮廷で活躍した音楽家。
  - ハカム・ワーディー
  - イブン・ジャーミー
  - イブラーヒーム・マウシリー
  - イスハーク・マウシリー - イブラーヒーム・マウシリーの子。優れた音楽家として名声を博した。古典アラブ音楽を守る保守派として、ペルシャ音楽を取り入れようとしたイブラーヒーム・イブン・マフディーと対立。
  - ザルザル
  - イブラーヒーム・イブン・マフディー - カリフ、アミーンのおじ。ペルシャ音楽の取り入れをはかった。古典アラブ音楽を守る保守派としてのイスハーク・マウシリーと対立。
  - ジルヤーブ（ズィルヤーブ） - イスハーク・マウシリーの弟子。
- 当時の哲学者は博く様々な事柄を考察の対象としたが、音楽理論に関する著作を残した哲学者も多い。
  - 音楽理論に関する著述を行った哲学者
    - キンディー（801年 - 873年?）
    - サラハスィー（? - 899年）
    - サービト・イブン・クッラ（? - 901年）
    - アブー・バクル・アッラージー（? - 925年）
    - イブン・ホルダーズベー - ペルシャ出身。論文が現存。
    - ファーラービー（870年 - 950年）
    - アブル・ファラジュ・イスファハーニー（897年 - 967年） - 『歌の書』の著者。
    - イブン・スィーナー（980年 - 1037年）
    - サフィー・アッディーン

### オスマン帝国期
- ハサン・エフェンディ Hatip Zakiri Hasan Efendi（1545年 - 1623年）
- ガーズィー・ギライ Gazi Giray（16世紀末） - クリミア・ハン国のハン。作品にマーフル・ペスレヴ（Mahur pesrev）など。
- ソラックザーデ Solakzade（17世紀前半） - 作品にニーシャーブール・ペスレヴ（Nişâbur pesrev）など。
- ハーフィズ・ポスト Hafiz Post（? - 1693/1694年）
- ブフーリーザーデ・ムスタファー・ウトリー Buhurizâde Mustafa Itrî（1640年 - 1711/1712年） - ハーフィズ・ポストの弟子。
- アフメト・チェレビー Ahmed Çelebi（17世紀後半） - 作品にセギャーフ・セマーイー（Segah semai）など。
- デルヴィーシュ・ムスタファ Derviş Mustafa（17世紀後半） - 作品にニハーヴェンド・ペスレヴ（Nihavend pesrev）など。
- カンテミルオウル Kantemiroğlu（1673年 - 1723年） - モルダヴィア（ルーマニア）公ディミトリイ・カンテミル Dimitrie Cantemir のトルコ名。公子としてイスタンブール滞在中に数々の曲を作曲。独自の楽譜を考案、自作曲を書き残した。のちにロシアに亡命。ラテン語で優れたオスマン帝国史書を残したことでも有名。
- タンブーリー・ムスタファ・チャヴシュ Tanburî Mustafa Cavuş（18世紀前半）
- シェリフ・チェレビー Şerif Çelebi（18世紀前半） - 作品にラースト・ペスレヴ（Rast pesrev）など。
- セリム3世 Sultan III. Selim（1761年 - 1808年） - オスマン帝国の第29代スルタン。オスマン古典音楽を数多く作曲し「セリム3世楽派」の祖とみなされた。
- ハマーミーザーデ・イスマイル・デデ Hamamizade İsmail Dede（1777/1778年 - 1845/1846年）  - オスマン古典音楽最高の作曲家で、「デデ・エフェンディ Dede Efendi」として知られる。オスマン帝国第31代マフムト2世の宮廷に仕えた。
- ハンパルスム・リモンジュヤン Hamparsum Limonicuyan（1768年 - 1839年） - アルメニア人。ハンパルスム譜を考案。
- デッラールザーデ・イスマイル・エフェンディ Dellalzade Ismail Efendi（1797年 - 1869年） - イスマイル・デデの最も著名な弟子で、師につぐ大作曲家。美声で知られ、宮廷声楽家になった。
- タンブーリー・オスマン・ベイ Tanburî Büyük Osman Bey（1816年 - 1885年）
- ゼカーイ・デデ Zekai Dede（1824年 - 1897年）
- ハジュ・アリフ・ベイ Hacı Arif Bey（1831年 - 1884年）
- シェウキ・ベイ Şevki Bey（1860年 - 1890年）
- レミ・アトル Lemi Atlı（1869年 - 1945年）
- タンブーリー・ジェミル・ベイ Tanburi Cemil Bey（1871年 - 1925年（1916年とも））

### 近現代
- サイード・ダルウィーシュ
- ムハンマド・アブドゥルワッハーブ
- ファイルーズ
- ジアド・ラハバーニ
- ウンム・クルスーム
- ラシード・ターハー（ラシッド・タハ））（アルジェリアのライ）
- シャーブ・ハーリド（シェブ・ハレド）（アルジェリアのライ）
- シェブ・マーミー（Cheb Mami、アルジェリアのライ）

## 音楽理論
- マカーム
- イーカーア

## 楽器
- ウード
- カーヌーン
- ナーイ
- ダラブッカ
- ケマンチェ

## 研究者
西洋社会で最初にアラブ音楽研究を本格的にした人物に、フランシスコ・サルバドール・ダニエル（Francisco Salvador-Daniel、1831-1871）がいる。ユダヤ系スペイン人移民の子としてフランスに生まれ、パリ音楽院で学んだ彼は、1830年代にエジプト、パレスチナ、トルコを巡って東方音楽を研究したフェリシャン・ダヴィに憧れて、1853年にフランスの植民地アルジェリアに渡り、バイオリン教師の傍ら、アラビア語を習得してアラブ音楽を研究、1863年には『アラビア音楽（La Musique Arab）』を出版し、パリの楽壇を騒がせた。1865年に帰国し、1867年に自作のアラブ・オペラ『ファンタジー・アラブ』を初演した。その後社会主義思想に傾倒し、音楽評論などを手掛け、普仏戦争により第二帝政が終わると、コミューンの一員として政治運動に参加し、1871年にパリ音楽院の院長に就任したが、就任11日目に正規軍に射殺された。

## 参考資料
- 平凡社音楽大事典 - 西アジア項
- New Grove Music Dictionary「Turkey項第4節Art music内3のComposers」
- CD「TURKEY SPLENDOURS OF TOPKAPI」(OPUS 111,1999年,OPS 30-266)